# Prace

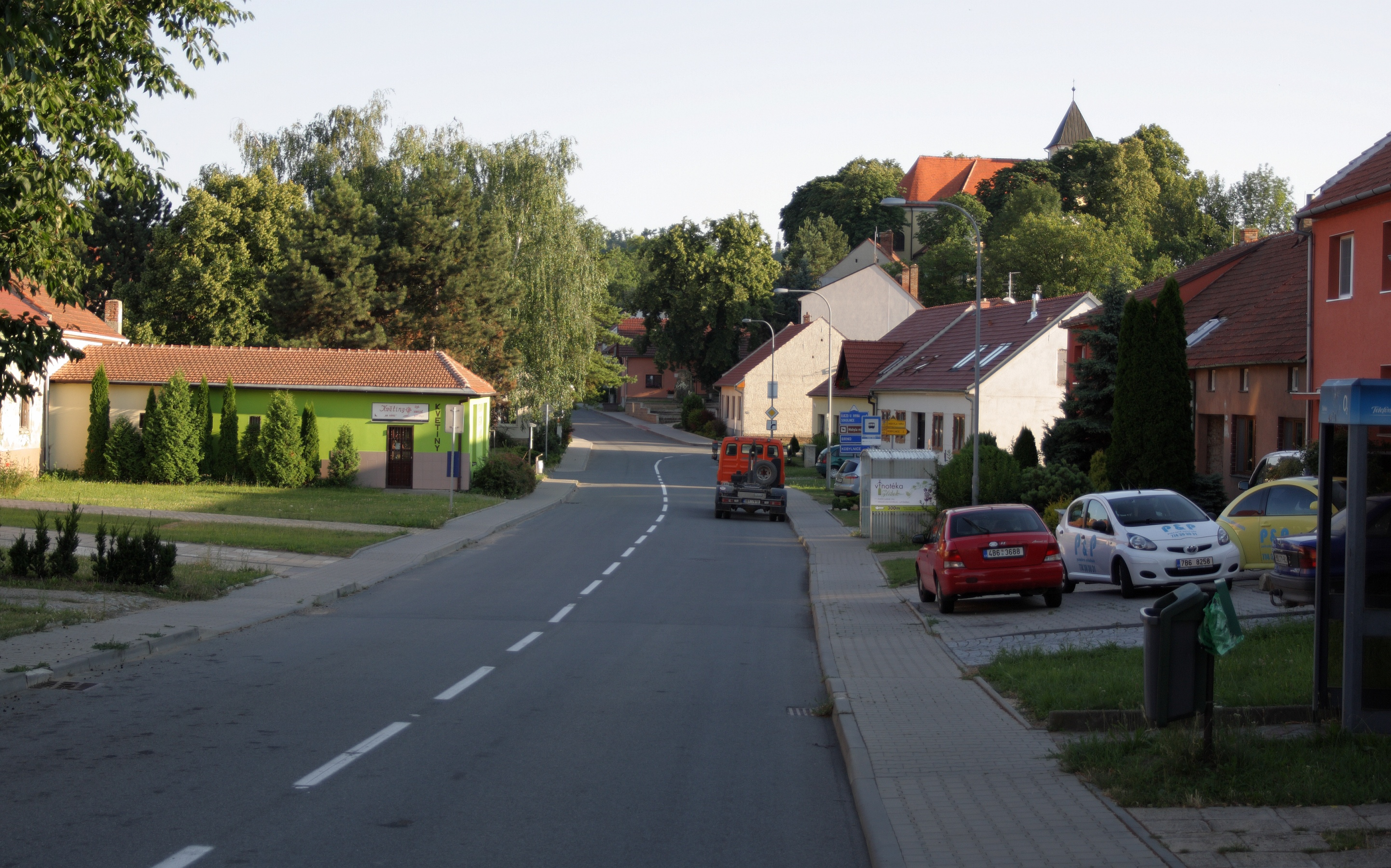
Prace - Straße Na Návsi

Prace (deutsch Pratzen) ist eine Gemeinde in Tschechien. Sie liegt 12 Kilometer südöstlich des Stadtzentrums von Brno und gehört zum Okres Brno-venkov. Auf den Fluren der Gemeinde fand 1805 die Schlacht bei Austerlitz statt.

## Geographie
Prace befindet sich zwischen dem Drahaner Bergland und dem Steinitzer Wald in den Ausläufern der Thaya-Schwarza-Talsenke. Das Dorf liegt am Nordhang des Pracký kopec (Pratzeberg) in der Quellmulde des Pratecký potok (Pratzebach), eines Zuflusses zum Zlatý potok (Goldbach). Nördlich verläuft die Eisenbahnstrecke von Brno nach Blažovice, an der sich in Ponětovice ein Bahnhalt befindet.
Nachbarorte sind Jiříkovice im Norden, Blažovice im Nordosten, Křenovice und Zbýšov im Osten, Hostěrádky-Rešov im Südosten, Újezd u Brna im Süden, Sokolnice im Südwesten, Kobylnice im Westen sowie Ponětovice im Nordwesten.

## Geschichte
Archäologische Funde belegen eine Besiedlung der Gemeindefluren seit der Steinzeit. Das heutige Dorf wurde wahrscheinlich im 11. oder 12. Jahrhundert angelegt. Die erste urkundliche Erwähnung erfolgte 1362, als das Kapitel St. Peter und Paul in Brünn einen Teil von Pracz aufkaufte. Ab 1386 befanden sich alle zwölf Chaluppen des Dorfes im Besitz des Brünner Kapitels.
Während des Dreißigjährigen Krieges wurde das aus 25 Häuser bestehende Prace zerstört. Nachdem nach Kriegsende von dem Dorf nur noch ein Haus übriggeblieben war, begann 1653 die Wiederbesiedlung. Beim Einfall der Tataren wurde Prace 1663 wiederum so verwüstet, dass nur die Kirche und ein Haus erhalten blieben.
Am 2. Dezember 1805 lag Prace im Zentrum des Schlachtfeldes der Dreikaiserschlacht. Nach Beendigung der Kämpfe war der Ort ruiniert und mit den Leichen der Soldaten übersät. Von den einst 50 Häusern standen noch drei. Während des Deutschen Krieges besetzte 1866 erneut Militär den Ort, diesmal waren es die Preußen.
Am 9. Juni 1938 stürzte südlich des Dorfes ein Flugzeug ab, dabei fanden beide Insassen den Tod. Am 30. Jänner 1951 kam es in Prace zu einem schweren Unglücksfall. Burschen fanden zwei Antipersonenminen, von denen eine explodierte. Dabei starben sieben der jungen Männer.

## Gemeindegliederung
Für die Gemeinde Prace sind keine Ortsteile ausgewiesen.

## Sehenswürdigkeiten
- Grabhügel des Friedens (mohyla míru) auf dem Pracký kopec (Pratzeberg).
- Dreikaiserdenkmal auf den alten Weinbergen (Staré vinohrady) an der Straße nach Blažovice, am Ort des Zusammentreffens der französischen und russischen Gardekavallerie während der Schlacht bei Austerlitz
- Kirche der Kreuzerhöhung
- Gedenkstein für die Opfer der Minenexplosion von 1951, 2001 errichtet
- Statue des Hl. Johannes von Nepomuk am Dorfplatz, 1885 geschaffen
- Gedenkstein für die Opfer der Flugzeugabsturzes von 1938, südlich des Dorfes am Weg zum Friedhof
- Denkmal der Versöhnung (Památník smíření), errichtet 2005 auf dem Schlachtfeld von 1805. Das aus drei zueinander stehenden Steinplatten geschaffene Denkmal soll die Toleranz zwischen der katholischen, protestantischen und orthodoxen Kirche symbolisieren.